# Everything Playing
Everything Playing är musikbandet Lovin' Spoonfuls sjätte album, utgivet i mars 1968 på skivbolaget Kama Sutra Records. Albumet var det sista som deras ledarfigur John Sebastian medverkade på, sedan hoppade han av gruppen och startade solokarriär. Albumet är producerat av The Lovin' Spoonful och Joe Wissert.

## Låtlista
Alla låtar skrivna av John Sebastian om inget annat anges.
1. She Is Still A Mystery - 3.00
2. Priscilla Millionaira - 2.20
3. Boredom - 2.23
4. Six O'Clock - 2.38
5. Forever (Steve Boone) - 4.24
6. Younger Generation - 2.40
7. Money - 2.01
8. Old Folks (Joe Butler) - 3.04
9. Only Pretty, What A Pity (Joe Butler/Jerry Yester) - 3.04
10. Try A Little Bit - 3.04
11. Close Your Eyes (John Sebastian/Jerry Yester) - 2.44
12. She Is Still A Mystery (alternativ version)
13. Only Pretty, What A Pity (alternativ version)
14. Try A Little Bit (alternativ version)

Fotnot: 12-14 är bonusspår från den remastrade CD-utgåvan från 2003
Längd: 30.02 min (exklusive bonusspår)